# República Autónoma de Abjasia
La República Autónoma de Abjasia (en georgiano: აფხაზეთის ავტონომიური რესპუბლიკა, en abjasio: Аҧснытәи Автономтәи Республика) es una unidad administrativa de Georgia, cuyo territorio controla Abjasia, una república independiente de facto desde 1992. Sin embargo, el Gobierno georgiano la considera como una república autónoma perteneciente a ese país, al igual que la gran mayoría de la comunidad internacional. Después de una guerra entre las tropas georgianas y los paramilitares ruso-abjasios, se estableció un cese al fuego en 1994 y hasta 2008 Abjasia permaneció de facto como un Estado independiente sin reconocimiento internacional, pero con apoyo de Rusia.
El 26 de agosto de 2008, la Federación Rusa se convirtió en el primer país en reconocer su independencia y la de Osetia del Sur, movimiento que fue seguido solamente por cuatro países: Venezuela, Nicaragua, Nauru y Siria. Su independencia no solo no ha sido reconocida, sino que ha sido rechazada por Estados Unidos, la Unión Europea, la OTAN y la mayor parte de la comunidad internacional.

## Historia
Durante la guerra de Abjasia, el Gobierno de la República Autónoma de Abjasia se llamaba "Consejo de Ministros de Abjasia" y dejó Abjasia después de que las fuerzas separatistas tomaran el control de Sujumi y su región el 27 de septiembre de 1993, después de fieros combates, ocurriendo la Masacre de Sujumi, en la que numerosos miembros del Gobierno abjasio de esos momentos, incluido a su presidente Zhiuli Shartava, fueron ejecutados por los paramilitares independentistas prorrusos. El Consejo de Ministros se trasladó a Tiflis, desde donde dirigió el Gobierno de Abjasia en el exilio durante casi 13 años. En este periodo, el Gobierno autónomo de Abjasia en el exilio, dirigido por Tamaz Nadareishvili, se caracterizó por encarnar la línea dura con respecto al problema abjasio, y frecuentemente se manifestó en el sentido de que la única solución al conflicto era la respuesta militar al secesionismo. Con posterioridad, la administración de Nadareishvili estuvo implicada en algunos problemas internos y no tuvo participación en la política de Abjasia hasta el nombramiento del nuevo presidente, Irakli Alasania, por el expresidente de Georgia Mijeíl Saakashvili, y fue enviado para las conversaciones de paz sobre Abjasia.
Después de la exitosa operación georgiana de la Crisis de Kodori de 2006 en el Valle Kodori, calificada como operación policial, en la que el "señor de la guerra" esvano Emzar Kvitsiani fue desarmado y el orden constitucional restituido en la zona, el presidente Saakashvili anunció el 27 de julio de 2006 el establecimiento del gobierno en el exilio en la Alta Abjasia, ya que hasta ese momento había funcionado con base en Tiflis. El presidente dijo en un mensaje dirigido a la nación:

"Esta decisión significa que, por primera vez desde 1993, el Gobierno entra en Abjasia, nuestra Abjasia, para ejercer la jurisdicción georgiana y el orden constitucional georgiano. Este es el más importante evento y un hecho político fundamental."

Malkhaz Akishbaia fue elegido en abril de 2006 como jefe del Gobierno en el exilio de la República Autónoma de Abjasia.
Durante la guerra en Osetia del Sur de 2008, las fuerzas de la no reconocida República de Abjasia abrieron un segundo frente en la zona contra Georgia. Durante la Batalla del valle de Kodori fueron desalojadas las fuerzas leales a Georgia y el gobierno de la República Autónoma de Abjasia abandonó la zona.
El expresidente de la República de Abjasia, Sergei Bagapsh, afirmó dirigiéndose al pueblo abjasio:

"La jurisdicción del Estado abjasio ha sido restaurada en la alta garganta del Valle de Kodori.

## Jefes de gobierno de la República Autónoma de Abjasia
- Tamaz Nadareishvili, septiembre de 1993 – 16 de marzo de 2004
- Londer Tsaava, 16 de marzo de 2004 – 30 de septiembre de 2004
- Irakli Alasania, 30 de septiembre de 2004 – 24 de abril de 2006
- Maljaz Akishbaia, 24 de abril de 2006 – 11 de junio de 2009
- Giorgi Baramia, 15 de junio de 2009 - 5 de abril de 2013
- Vakhtang Kolbaia, 5 de abril de 2013 - 1 de mayo de 2019
- Ruslan Abashidze, 1 de mayo de 2019 - 4 de setiembre de 2024
- Levan Mgaloblishvili, 18 de setiembre de 2024 -

## Ejecutivo
| Presidente del Consejo de Ministros | Malkhaz Akishbaia | Partido Abjaseti | Junio de 2006 |
| Presidente del Consejo Supremo      | Temur Mzhavia     | Partido Abjaseti | Junio de 2006 |
| Vicepresidente del Consejo Supremo  | Ada Marshania     | Partido Abjaseti | Junio de 2006 |